# Clematis akoensis
Espèce
Clematis akoensis est une espèce de plantes à fleurs de la famille des Renonculacées originaire de Taïwan.